# Helträdsmetoden
Helträdmetoden eller trädmetoden är en skogsavverkningsteknik som innebär att de fällda  träden inte kvistas eller upparbetas vid avverkningsplatsen, utan transporteras vanligtvis med lunnare med kvistar till avlägg vid bilväg.